# Iván Sánchez
Iván Sánchez (Móstoles, 19 de novembro de 1974) é um ator e modelo espanhol.

## Biografia
Quando terminou a escola, ele percebeu que seu sonho era ver o mundo. Assim, com 18 anos, Ivan pensava que trabalhar como modelo começa a viajar por todo o mundo. Ficou desfilando em algumas passarelas importantes e famosos. Depois de seu tempo como um modelo, que saiu um pouco assustado com o quão rápido tudo funcionou, Ivan foi para o mundo da atuação. Ele tinha de provar que era mais do que um modelo, para trabalhar em uma série de sucesso.

## Vida pessoal
A partir de 2005, Sánchez estava em um relacionamento de longa data com a co-estrela de Hospital Central Elia Galera. Eles tiveram duas filhas: Jimena (nascida em 2006) e Olivia (nascida em 2010), antes de terminar seu relacionamento em 2011. Eles se reconciliaram em 2013 e se casaram em outubro de 2014. Foi revelado em fevereiro de 2016 que ele e Galera tinham separado novamente, desde agosto de 2015 e confirmado por Sánchez que ele está em um relacionamento com sua co-estrela de Lo imperdonable, Ana Brenda Contreras desde então.

## Carreira

### Televisão
- 2019- You Cannot Hide - Alexander 'Álex' Molina
- 2016- Yago - Yago Vila / Omar Guerrero.
- 2015- Lo imperdonable - Martín San Telmo.
- 2013 - La tempestad - Hernan Saldaña.
- 2011 - La reina del sur - Santiago.
- 2006-2011 - Hospital Central - Dr. Raúl Lara.
- 2006 - Con dos tacones - Eduardo.
- 2005 - El auténtico Rodrigo Leal - Rodrigo.
- 2004 - La sopa boba - Javier.
- 2003 - Aquí no hay quien viva - Fran.
- 2003 - El comisario - Dani.
- 2003 - 7 vidas - Raúl.

### Cinema
- Mio fratello rincorre i dinosauri

(2019)... Medico
- Wingbeat (2019)... Dad
- dibujando el cielo (2017)... Raúl
- Cíclope (2010)
- Paco (2009)
- Enloquecidas (2008).... David
- El efecto Rubik (2006)
- Besos de gato (2003)

### Outros
- Pasapalabra (6 episodios, 2007-2008)
- Caiga quien caiga (1 episodio, 2008)
- Channel nº 4 (1 episodio, 2006).
- Dímelo al oído (2006)
- Corazón de ... (4 episodios, 2005-2006)

## Prêmios e indicações

### Prêmios TVyNovelas
| Ano  | Categoria                         | Telenovela        | Resultado |
| ---- | --------------------------------- | ----------------- | --------- |
| 2014 | Melhor ator antagonista           | La tempestad      | Indicado  |
| 2017 | Melhor ator protagonista de série | Yago (telenovela) | Indicado  |